# 张陆彪
张陆彪（1967年2月—），河南濮阳人，中华人民共和国政治人物，现任中华人民共和国常驻联合国粮农机构代表。1992年5月加入中国共产党。

## 生平
张陆彪1987年本科毕业于河南农业大学农经系，1989年和1992年先后从南京农业大学硕士和博士毕业，长期在中国农业科学院工作。2005年，任中国农业科学院国际合作局局长。2009年，挂职安徽省滁州市副市长。挂职任满后回到农科院工作。2015年，任农业部国际合作司副司长。2018年，任农业农村部农业贸易促进中心主任。2020年，任农业农村部对外经济合作中心主任。2024年11月，出任中华人民共和国常驻联合国粮农机构代表。